# Японская академия искусств
Японская академия искусств (яп. 日本芸術院, в старом написании яп. 日本藝術院 Нихон гэйдзюцуин) — культурно-академическая организация Японии высшего уровня. Имеет статус специальной организации в ведомстве Агентства по делам культуры Министерства образования, культуры, спорта, науки и технологий Японии. Координирует на академическом уровне ряд вопросов культуры и искусства, является коллективным советником министерства в этих вопросах. Поддерживает развитие искусств через ежегодное присуждение премии в пяти категориях (изобразительные искусства, музыка, литература, танец и исполнительские искусства). Главное здание академии расположено по соседству с Академией наук Японии, Токийским университетом искусств и несколькими музеями на территории парка Уэно, в токийском районе Тайто.

## История академии
Историю академии формально возводят к формированию в начале XX века (период Мэйдзи) при Министерстве культуры Японии Художественного комитета (Bijutsu Shinsa Inkai) для разработки качественных стандартов изобразительных искусств и организации художественных выставок. Началом работы комитета считается июнь 1907 года, когда была проведена первая ежегодная выставка «Бунтэн».
В сентябре 1919 года Художественный комитет переименовывается в Имперскую академию художеств (Teikoku Bijutsu-in), впервые обретая академический статус. Первым президентом академии становится главный хирург Императорской армии Японии и при этом известный японский писатель, поэт критик и переводчик, генерал-лейтенант Мори Огай. Соответственно переименованию родительской институции, была переименована и выставка, получив название «Тэйтэн». Впоследствии деятельность художественной академии практически угасает, а в июне 1937 года её реорганизуют в Имперскую академию искусств (Teikoku Geijutsuin), расширив область её деятельности с изобразительных искусств также на литературу, музыку, танец и театрально-исполнительские искусства (как традиционные японские, так и современные формы).
После поражения Японии во Второй мировой войне и преобразования её в конституционную монархию с оставлением императору только символически-представительных функций, в декабре 1947 года императорская академия приобретает нынешнее название и статус Японской (государственной) академии искусств, с соответствующим переименованием её ежегодной выставки в «Японскую выставку искусств» (яп. 日本美術展覧会 Nihon bijutsu tenrankai), или сокращённо «Ниттэн» (яп. 日展). Впоследствии академия становится подведомственной Управлению культуры Японии (с мая 1949 года), а с 1958 остаётся сугубо академически-консультативной некоммерческой организацией; организация выставки «Ниттэн» в дальнейшем переходит в ведение отдельной компании Nitten Corporation.
В настоящее время Японская академия искусств действует на основании постановления Министерства культуры об Академии искусств Японии, подписанного 23 июля 1949 года, с рядом поправок, последняя из которых была внесена 7 июня 2000 года.

## Здание академии
Здание штаб-квартиры Японской академии искусств в парке Уэно было построено в 1958 году по проекту архитектора Исои Ёсиды (1894—1974), члена академии с 1954 года и лауреата ордена Культуры с 1964 года. Оно представляет собой одноэтажное здание с преобладанием как в архитектуре, так и в окружении стиля периода Хэйан. Здание используется для проведения собраний членов академии, церемоний награждения премией Японской академии, а также включает помещение для публичной экспозиции художественной коллекции академии.

## Личный состав академии
Согласно постановлению Кабинета министров Японии об академии, её членами избираются деятели искусства, внесшие значительный вклад в развитие культуры и искусства Японии. Новые члены академии выдвигаются собраниями секций и отделений при наличии вакансий в соответствующих отделениях. При отсутствии других формальных ограничений, по свидетельству американского эксперта по японскому театру Сэмюэла Лейтера, существуют также негласные квоты на количество членов в секциях академии; кроме того, кандидаты традиционно выдвигаются из деятелей уже ранее получивших премию академии. Члены избираются из кандидатов общими выборными собраниями академии, традиционно проходящими в декабре. Статус новых членов утверждается Министерством образования и культуры Японии и сохраняется пожизненно.
По уставу, в академии может быть до 120 действительных членов. В настоящее время академия подразделяется на три отделения и шестнадцать секций со следующим текущим наполнением:
| 1. Отделение художественных искусств (яп. 美術 бидзюцу, далее ОХИ) Количество членов согласно уставу — до 56, фактически — 48 (1) Секция традиционной японской живописи (яп. 日本画 нихонга) — 13 членов (2) Секция живописи западного стиля (яп. 洋画 ё:га) — 13 членов (3) Секция скульптуры (яп. 彫塑 тё:со) — 9 членов (4) Секция прикладного искусства / ремёсел (яп. 工芸 ко:гэй) — 8 членов (5) Секция каллиграфии (яп. 書 сё) — 3 члена (6) Секция архитектуры (яп. 建築 кэнтику) — 2 члена 2. Отделение литературы (яп. 文芸 бунгэй, далее ОЛ) Количество членов согласно уставу — до 37, фактически — 27 (7) Секция прозы и драматургии (яп. 小説・戯曲 сё:сэцу, гикёку) — 14 членов (8) Секция поэзии (яп. 詩歌 си:ка) — 8 членов (9) Секция критики и перевода (яп. 評論・翻訳 хё:рон, хонъяку) — 5 членов | 3. Отделение музыки, драматических искусств и танца (яп. 音楽・演劇・舞踊 онгаку, энгэки, буё:, далее ОМДТ) Количество членов согласно уставу — до 27, фактически — 26 (10) Секция ногаку (яп. 能楽, термин, объединяющий но и кёгэн) — 5 членов (11) Секция кабуки (яп. 歌舞伎) — 6 членов (12) Секция бунраку (яп. 文楽) — 3 члена (13) Секция традиционной музыки (яп. 邦楽 хо:гаку) — 3 члена (14) Секция западной музыки (яп. 洋楽 ё:гаку) — 4 члена (15) Секция танца (яп. 舞踊 буё:) — 4 члена (16) Секция театрального искусства (яп. 演劇 энгэки, помимо традиционных японских театральных форм, но включая кино и кукольный театр) — 1 член |

### Президенты академии за историю её существования
Согласно постановлению Кабинета министров Японии об академии, её президент выбирается общим собранием академии простым большинством голосов и утверждается Министерством образования и культуры Японии. Перевыборы президента академии проходят раз в три года. При обстоятельствах, когда президент не может исполнять свои обязанности, их временным исполнителем становится старейший из действительных членов.
|                                               | Имя                                           | Кандзи                                        | Годы жизни                                    | Род занятий                                   | Каденция                                      |
| Имперская академия художеств (яп. 帝国美術院) | Имперская академия художеств (яп. 帝国美術院) | Имперская академия художеств (яп. 帝国美術院) | Имперская академия художеств (яп. 帝国美術院) | Имперская академия художеств (яп. 帝国美術院) | Имперская академия художеств (яп. 帝国美術院) |
| --------------------------------------------- | --------------------------------------------- | --------------------------------------------- | --------------------------------------------- | --------------------------------------------- | --------------------------------------------- |
| 1                                             | Мори Огай                                     | 森 鷗外                                       | 1862 — 1922                                   | писатель и переводчик                         | 1919 — 1922                                   |
| 2                                             | Сэйки Курода                                  | 黒田 清輝                                     | 1856 — 1924                                   | художник «западного стиля»                    | 1922 — 1924                                   |
| 3                                             | Рёдзиро Фукухара                              | 福原 鐐二郎                                   | 1868 — 1932                                   | политик                                       | 1924 — 1931                                   |
| 4                                             | Наохико Масаки                                | 正木 直彦                                     | 1862 — 1940                                   | деятель художественного образования           | 1931 — 1935                                   |
| 5                                             | Тору Симидзу                                  | 清水 澄                                       | 1968 — 1947                                   | политик                                       | 1935 — 1937                                   |
| Имперская академия искусств (яп. 帝國芸術院)  |                                               |                                               |                                               |                                               |                                               |
|                                               | Тору Симидзу                                  | 清水 澄                                       | — " —                                         | — " —                                         | 1937 — 1947                                   |
| Японская академия искусств (яп. 日本芸術院)   |                                               |                                               |                                               |                                               |                                               |
| 1                                             | Сэйитиро Такахаси                             | 高橋 誠一郎                                   | 1884 — 1982                                   | экономист, политик, деятель образования       | 1948 — 1979                                   |
| 2                                             | Дзиро Аримицу                                 | 有光 次郎                                     | 1903 — 1995                                   | деятель образования                           | 1979 — 1990                                   |
| 3                                             | Тадаси Инумару                                | 犬丸 直                                       |                                               | историк искусства                             | 1990 — 2004                                   |
| 4                                             | Сюмон Миура                                   | 三浦 朱門                                     | 1926 — 2017                                   | писатель, эссеист и общественный деятель      | 2004 — 2014                                   |
| 5                                             | Сэндзи Курои                                  | 黒井 千次                                     | род. 1932                                     | писатель                                      | 2014 — 2020                                   |
| 6                                             | Сюдзи Такасина                                | 高階 秀爾                                     | род. 1932                                     | историк искусства                             | с 2020 года                                   |

### Список ныне действующих членов академии
Ниже приведён список действующих (живых) членов академии. Для каждого члена академии указано реальное и, при известности под псевдонимом, творческое имя, дата рождения, год избрания, отделение и секция согласно общему списку базы данных академии. При известности деятеля культуры под псевдонимом — приведено также наиболее известное творческое имя. При наличии, указаны также государственные награды и почётные звания по данным индивидуальных профилей членов академии в базе и, по возможности, внешних источников. По умолчанию, порядок следования соответствует списку академии (начиная с руководства с сортировкой остальных по секциям и годам избрания), с возможностью сквозной сортировки по фамилиям, датам, отделениям и секциям.
| Имя                 | Творческое имя       | Дата рожд. | Год избр. | Отд. | Секция                   | Гос. награды и почётные звания | Пост в академии    | Ссылки               |
| ------------------- | -------------------- | ---------- | --------- | ---- | ------------------------ | --- | ------------------ | -------------------- |
| Осабэ, Сюндзиро     | Курои, Сэндзи        | 28.05.1932 | 2000      | ОЛ   | Художественная проза     | Орден Восходящего солнца 3-й степени (1999) Заслуженный деятель культуры (2014)                                                                                                   | Президент академии | [ 7 ]                |
| Мацуо, Тосио        |                      | 09.03.1926 | 1994      | ОХИ  | Японская живопись        | Орден Восходящего солнца 3-й степени (1998) Заслуженный деятель культуры (2000) Орден Культуры (2012)                                                                             | Председатель ОХИ   | [ 8 ]                |
| Накаяма, Тадахико   |                      | 20.03.1935 | 1998      | ОХИ  | Живопись западного стиля | | Зам. пред. ОХИ     |                      |
| Сумикава, Киити     |                      | 02.05.1931 | 2004      | ОХИ  | Скульптура               | Медаль Почёта с пурпурной лентой (1998) Заслуженный деятель культуры (2008) | Зам. пред. ОХИ     | [ 9 ]                |
| Судзуки, Кэнкити    | Судзуки, Тикухаку    | 04.12.1918 | 1991      | ОХИ  | Японская живопись        | Орден Священного сокровища 3-й степени (1994) Заслуженный деятель культуры (2007)                                                                                                 |                    | [ 10 ]               |
| Гокура, Кадзуко     |                      | 16.11.1914 | 1997      | ОХИ  | Японская живопись        | Орден Драгоценной короны 4-й степени (1992) Заслуженный деятель культуры (2002)                                                                                                   |                    | [ 11 ]               |
| Накадзи, Юдзин      |                      | 20.09.1933 | 2001      | ОХИ  | Японская живопись        | Заслуженный деятель культуры (2012) |                    | [ 11 ]               |
| Уэмура, Ацуси       |                      | 12.04.1933 | 2002      | ОХИ  | Японская живопись        | Заслуженный деятель культуры (2013) |                    | [ 12 ]               |
| Наматамэ, Коити     |                      | 08.11.1933 | 2002      | ОХИ  | Японская живопись        | Орден Восходящего солнца 3-й степени (2008) |                    | [ 13 ]               |
| Ивакура, Хисаси     |                      | 30.06.1936 | 2006      | ОХИ  | Японская живопись        | |                    |                      |
| Кавасаки, Харухико  |                      |            | 2006      | ОХИ  | Японская живопись        | |                    |                      |
| Симидзу, Тацудзо    |                      | 09.01.1936 | 2008      | ОХИ  | Японская живопись        | |                    |                      |
| Цутия, Рэйити       |                      | 28.02.1946 | 2009      | ОХИ  | Японская живопись        | |                    |                      |
| Фукуда, Тиэко       | Фукуда, Сэнкэй       | 21.11.1946 | 2009      | ОХИ  | Японская живопись        | |                    | [ 14 ]               |
| Фукуодзи, Кадзухико |                      | 03.04.1955 | 2010      | ОХИ  | Японская живопись        | |                    |                      |
| Ямадзаки, Такао     |                      | 22.01.1940 | 2012      | ОХИ  | Японская живопись        | |                    |                      |
| Окутани, Хироси     |                      | 12.08.1934 | 1996      | ОХИ  | Живопись западного стиля | Заслуженный деятель культуры (2013) |                    | [ 15 ]               |
| Симада, Сёдзо       |                      | 24.07.1933 | 1999      | ОХИ  | Живопись западного стиля | Заслуженный деятель культуры (2004) Орден Восходящего солнца 2-й степени (2009)                                                                                                   |                    | [ 16 ]               |
| Кинутани, Кодзи     |                      | 24.01.1943 | 2001      | ОХИ  | Живопись западного стиля | Заслуженный деятель культуры (2014) |                    | [ 17 ]               |
| Нуси, Сёитиро       |                      | 1932       | 2003      | ОХИ  | Живопись западного стиля | Орден Восходящего солнца 3-й степени (2008) |                    | [ 18 ]               |
| Ямамото, Тэй        |                      | 10.07.1934 | 2004      | ОХИ  | Живопись западного стиля | |                    |                      |
| Тэрасака, Тадао     |                      | 06.09.1933 | 2005      | ОХИ  | Живопись западного стиля | |                    |                      |
| Мурата, Сёдзо       |                      |            | 2006      | ОХИ  | Живопись западного стиля | Орден Восходящего солнца 3-й степени (2011) |                    | [ 19 ]               |
| Оцу, Хидэтоси       | Оцу, Эйбин           | 1943       | 2007      | ОХИ  | Живопись западного стиля | |                    | [ 20 ]               |
| Фудзимори, Канэаки  |                      | 1935       | 2008      | ОХИ  | Живопись западного стиля | |                    |                      |
| Ябуно, Кэн          |                      | 01.09.1943 | 2009      | ОХИ  | Живопись западного стиля | |                    |                      |
| Ямамото, Фумихико   |                      | 16.02.1937 | 2010      | ОХИ  | Живопись западного стиля | |                    |                      |
| Икэгути, Тикако     |                      |            | 2012      | ОХИ  | Живопись западного стиля | |                    |                      |
| Накамура, Синъя     |                      | 29.07.1926 | 1989      | ОХИ  | Скульптура               | Орден Восходящего солнца 3-й степени (1999) Заслуженный деятель культуры (2002) Орден Культуры (2007)                                                                             |                    | [ 21 ]               |
| Амэномия, Кэйко     |                      | 03.02.1931 | 1994      | ОХИ  | Скульптура               | |                    |                      |
| Хасимото, Кэнтаро   |                      | 23.07.1930 | 1996      | ОХИ  | Скульптура               | Орден Восходящего солнца 3-й степени (2009) Заслуженный деятель культуры (2011)                                                                                                   |                    | [ 22 ]               |
| Кавасаки, Хиротэру  |                      |            | 2004      | ОХИ  | Скульптура               | Орден Восходящего солнца 3-й степени (2007) |                    | [ 23 ]               |
| Хирута, Дзиро       |                      | 1933       | 2005      | ОХИ  | Скульптура               | |                    |                      |
| Нодзима, Сэйдзи     |                      | 05.12.1941 | 2006      | ОХИ  | Скульптура               | |                    |                      |
| Ямамото, Синсукэ    |                      | 1939       | 2008      | ОХИ  | Скульптура               | |                    |                      |
| Камбэ, Минэо        |                      |            | 2012      | ОХИ  | Скульптура               | |                    |                      |
| Окуда, Саюмэ        |                      | 26.11.1936 | 1998      | ОХИ  | Прикладное искусство     | Заслуженный деятель культуры (2008) |                    | [ 24 ]               |
| Охи, Тосиро         | Охи Тёдзаэмон X      | 28.10.1927 | 1999      | ОХИ  | Прикладное искусство     | Заслуженный деятель культуры (2004) Орден Культуры (2011) |                    | [ 25 ] [ 26 ]        |
| Митани, Гоити       |                      | 13.02.1919 | 2002      | ОХИ  | Прикладное искусство     | Орден Восходящего солнца 4-й степени (1993) |                    | [ 27 ]               |
| Имаи, Масаюки       |                      | 25.12.1930 | 2003      | ОХИ  | Прикладное искусство     | Орден Восходящего солнца 3-й степени (2009) Заслуженный деятель культуры (2011)                                                                                                   |                    | [ 28 ]               |
| Накаи, Тэйдзи       |                      | 04.01.1932 | 2008      | ОХИ  | Прикладное искусство     | |                    |                      |
| Такэкоси, Тосиаки   |                      | 01.02.1940 | 2010      | ОХИ  | Прикладное искусство     | |                    |                      |
| Морино, Хироаки     | Морино, Таймэй       | 08.02.1934 | 2010      | ОХИ  | Прикладное искусство     | |                    | [ 29 ]               |
| Ито, Хиронобу       | Ито, Хироси          | 03.09.1930 | 2011      | ОХИ  | Прикладное искусство     | |                    | [ 30 ]               |
| Фурутани, Сигэру    | Фурутани, Соин       | 03.03.1924 | 2006      | ОХИ  | Каллиграфия              | Заслуженный деятель культуры (2010) |                    | [ 31 ]               |
| Хибино, Хисаси      | Хибино, Кохо         | 03.09.1930 | 2008      | ОХИ  | Каллиграфия              | Орден Восходящего солнца 4-й степени (2004) Заслуженный деятель культуры (2011)                                                                                                   |                    | [ 32 ]               |
| Исигэ, Масакити     | Исигэ, Кэйдо         |            | 2012      | ОХИ  | Каллиграфия              | |                    | [ 33 ]               |
| Икэхара, Ёсиро      |                      | 25.03.1928 | 1989      | ОХИ  | Архитектура              | Орден Священного сокровища 3-й степени (2002) |                    | [ 34 ]               |
| Танигути, Ёсио      |                      | 17.10.1937 | 2008      | ОХИ  | Архитектура              | Орден Восходящего солнца 3-й степени (2011) |                    | [ 35 ]               |
| Канно, Акимаса      |                      | 07.01.1930 | 2003      | ОЛ   | Критика и перевод        | Медаль Почёта с пурпурной лентой (1997) Орден Восходящего солнца 3-й степени (2006)                                                                                               | Председатель ОЛ    | [ 36 ]               |
| Сасаки, Юкицуна     |                      | 08.10.1938 | 2008      | ОЛ   | Поэзия                   | Медаль Почёта с пурпурной лентой (2002) | Зам. пред. ОЛ      | [ 37 ]               |
| Миура, Тидзуко      | Соно, Аяко           | 17.09.1931 | 1993      | ОЛ   | Проза и драматургия      | Заслуженный деятель культуры (2003) |                    | [ 38 ]               |
| Такэниси, Хироко    |                      | 11.04.1929 | 1994      | ОЛ   | Проза и драматургия      | Орден Священного сокровища 3-й степени (2001) Заслуженный деятель культуры (2012)                                                                                                 |                    | [ 39 ]               |
| Тагути, Тэцуо       | Такаи, Юити          | 27.04.1932 | 1996      | ОЛ   | Проза и драматургия      | |                    | [ 40 ]               |
| Ито, Кэйити         |                      | 23.08.1917 | 2001      | ОЛ   | Проза и драматургия      | Медаль Почёта с пурпурной лентой (1985) Орден Священного сокровища 3-й степени (2002)                                                                                             |                    | [ 41 ]               |
| Ёсимура, Сэцуко     | Цумура, Сэцуко       | 05.06.1928 | 2003      | ОЛ   | Проза и драматургия      | |                    | [ 42 ]               |
| Томита, Мики        | Мики, Таку           | 13.05.1935 | 2007      | ОЛ   | Проза и драматургия      | Медаль Почёта с пурпурной лентой (1999) Орден Восходящего солнца 3-й степени (2011)                                                                                               |                    | [ 43 ]               |
| Сакагами, Хироси    |                      | 22.04.1929 | 2008      | ОЛ   | Проза и драматургия      | Медаль Почёта с пурпурной лентой (2004) |                    | [ 44 ]               |
| Суга, Таэко         | Томиока, Таэко       | 28.07.1935 | 2008      | ОЛ   | Проза и драматургия      | |                    | [ 45 ]               |
| Ямадзаки, Масакадзу |                      | 26.03.1934 | 2011      | ОЛ   | Проза и драматургия      | Медаль Почёта с пурпурной лентой (1999) Заслуженный деятель культуры (2006) |                    | [ 46 ]               |
| Икэдзава, Нацуки    |                      | 07.07.1945 | 2012      | ОЛ   | Проза и драматургия      | Медаль Почёта с пурпурной лентой (2007) |                    | [ 47 ]               |
| Бэцуяки, Минору     |                      | 06.04.1937 | 2013      | ОЛ   | Проза и драматургия      | |                    |                      |
| Оока, Макото        |                      | 16.02.1931 | 1995      | ОЛ   | Поэзия                   | Заслуженный деятель культуры (1997) Орден Культуры (2003) Офицер ордена Почётного Легиона (2004)                                                                                  |                    | [ 48 ]               |
| Окано, Хирохико     |                      | 07.07.1924 | 1998      | ОЛ   | Поэзия                   | Медаль Почёта с пурпурной лентой (1988) Орден Священного сокровища 3-й степени (1998) Заслуженный деятель культуры (2013)                                                         |                    | [ 49 ]               |
| Накамура, Минору    |                      | 17.01.1927 | 1998      | ОЛ   | Поэзия                   | Заслуженный деятель культуры (2010) |                    | [ 50 ]               |
| Ивата, Акико        | Баба, Акико          | 28.01.1928 | 2003      | ОЛ   | Поэзия                   | Медаль Почёта с пурпурной лентой (1994) |                    | [ 51 ]               |
| Канэко, Тота        |                      | 23.09.1919 | 2005      | ОЛ   | Поэзия                   | Медаль Почёта с пурпурной лентой (1988) Орден Восходящего солнца 4-й степени (1994) Заслуженный деятель культуры (2008)                                                           |                    | [ 52 ]               |
| Ирисава, Ясуо       |                      | 03.11.1931 | 2008      | ОЛ   | Поэзия                   | Медаль Почёта с пурпурной лентой (1998) |                    | [ 53 ]               |
| Окаи, Такаси        |                      | 05.01.1928 | 2009      | ОЛ   | Поэзия                   | Медаль Почёта с пурпурной лентой (1996) Орден Восходящего солнца 4-й степени (2004)                                                                                               |                    | [ 54 ]               |
| Саэки, Сёити        |                      | 26.04.1922 | 1988      | ОЛ   | Критика и перевод        | Орден Восходящего солнца 3-й степени (1994) |                    | [ 55 ]               |
| Такахаси, Хидэо     |                      |            | 1997      | ОЛ   | Критика и перевод        | Орден Восходящего солнца 3-й степени (2005) |                    | [ 56 ]               |
| Авадзу, Норио       |                      | 15.08.1927 | 2010      | ОЛ   | Критика и перевод        | Медаль Почёта с пурпурной лентой (1993) Орден Священного сокровища 3-й степени (1999)                                                                                             |                    |                      |
| Миура, Масаси       |                      | 17.12.1946 | 2012      | ОЛ   | Критика и перевод        | Медаль Почёта с пурпурной лентой (2010) |                    | [ 58 ]               |
| Судзуки, Эйдзи      | Токивадзу Эйдзю      | 15.01.1927 | 1994      | ОМДТ | Традиционная музыка      | Медаль Почёта с пурпурной лентой (1989) Живое национальное сокровище (1992) Орден Священного сокровища 3-й степени (1997) Заслуженный деятель культуры (2014)                     | Председатель ОМДТ  | [ 59 ]               |
| Номура, Таро        | Номура Мандзо VII    | 10.01.1930 | 2001      | ОМДТ | Ногаку                   | Медаль Почёта с пурпурной лентой (1994) Живое национальное сокровище (1997) Заслуженный деятель культуры (2008)                                                                   | Зам. пред. ОМДТ    | [ 60 ]               |
| Хаяси, Котаро       | Саката Тодзюро IV    | 31.12.1931 | 1994      | ОМДТ | Кабуки                   | Медаль Почёта с пурпурной лентой (1990) Живое национальное сокровище (1994) Заслуженный деятель культуры (2003) Орден Культуры (2009)                                             | Зам. пред. ОМДТ    | [ 61 ]               |
| Хосё, Кан           |                      | 15.05.1934 | 2002      | ОМДТ | Ногаку                   | Живое национальное сокровище (1994) Медаль Почёта с пурпурной лентой (1996) Заслуженный деятель культуры (2014)                                                                   |                    | [ 62 ]               |
| Умэвака, Ёсимаса    | Умэвака, Гэнсё       | 17.12.1946 | 2007      | ОМДТ | Ногаку                   | Медаль Почёта с пурпурной лентой (2006) |                    | [ 63 ]               |
| Томоэда, Акиё       |                      | 24.03.1940 | 2011      | ОМДТ | Ногаку                   | Медаль Почёта с пурпурной лентой (2000) Живое национальное сокровище (2008) |                    | [ 64 ]               |
| Иссо, Хисаюки       |                      |            | 2014      | ОМДТ | Ногаку                   | Медаль Почёта с пурпурной лентой (2008) Живое национальное сокровище (2009) |                    | [ 65 ]               |
| Тэрасима, Хидэюки   | Оноэ Кикугоро VII    | 02.10.1942 | 2007      | ОМДТ | Кабуки                   | Живое национальное сокровище (2003) |                    | [ 66 ] [ 67 ] [ 68 ] |
| Намино, Тацудзиро   | Накамура Китиэмон II | 22.05.1944 | 2002      | ОМДТ | Кабуки                   | Живое национальное сокровище (2011) |                    | [ 69 ]               |
| Катаока, Такао      | Катаока Нидзаэмон XV | 14.03.1944 | 2006      | ОМДТ | Кабуки                   | Медаль Почёта с пурпурной лентой (2006) |                    | [ 70 ]               |
| Фудзима, Тэруаки    | Мацумото Косиро IX   | 19.08.1942 | 2009      | ОМДТ | Кабуки                   | Медаль Почёта с пурпурной лентой (2005) Заслуженный деятель культуры (2012) |                    | [ 71 ]               |
| Кавамура, Тосиюки   | Накамура Байгёку IV  | 02.10.1942 | 2013      | ОМДТ | Кабуки                   | Медаль Почёта с пурпурной лентой (2006) |                    | [ 72 ]               |
| Кисимото, Кинъити   | Такэмото Сумитаю VII | 28.10.1924 | 2002      | ОМДТ | Бунраку                  | Медаль Почёта с пурпурной лентой (1987) Живое национальное сокровище (1989) Орден Восходящего солнца 4-й степени (1994) Заслуженный деятель культуры (2005) Орден Культуры (2014) |                    | [ 73 ]               |
| Хирао, Кацуёси      | Ёсида Миносукэ III   | 08.08.1933 | 2012      | ОМДТ | Бунраку                  | Живое национальное сокровище (1994) Медаль Почёта с пурпурной лентой (1996) Заслуженный деятель культуры (2009)                                                                   |                    | [ 74 ]               |
| Наканосима, Хироси  | Цурусава Сэйдзи      | 06.05.1945 | 2014      | ОМДТ | Бунраку                  | Медаль Почёта с пурпурной лентой (2006) Живое национальное сокровище (2007) |                    | [ 75 ]               |
| Сиба, Сукэясу       |                      | 13.08.1935 | 2003      | ОМДТ | Традиционная музыка      | Медаль Почёта с пурпурной лентой (1999) Орден Восходящего солнца 3-й степени (2009) Заслуженный деятель культуры (2011)                                                           |                    | [ 76 ]               |
| Кихара, Сидзуко     | Ямасэ Сёин III       | 06.12.1932 | 2008      | ОМДТ | Традиционная музыка      | Медаль Почёта с пурпурной лентой (1998) Заслуженный деятель культуры (2013) |                    | [ 77 ]               |
| Хасэгава, Кёру      | Ито, Кёко            | 22.02.1927 | 1995      | ОМДТ | Западная музыка          | Медаль Почёта с пурпурной лентой (1988) Орден Священного сокровища 3-й степени (1997)                                                                                             |                    | [ 78 ]               |
| Цуцуми, Цуёси       |                      | 28.07.1942 | 2009      | ОМДТ | Западная музыка          | Медаль Почёта с пурпурной лентой (2009) Заслуженный деятель культуры (2013) |                    | [ 79 ]               |
| Курибаяси, Ёсинобу  |                      | 15.08.1933 | 2013      | ОМДТ | Западная музыка          | Медаль Почёта с пурпурной лентой (1999) |                    | [ 80 ]               |
| Иимори, Тайдзиро    |                      | 30.09.1940 | 2014      | ОМДТ | Западная музыка          | Медаль Почёта с пурпурной лентой (2004) Орден Восходящего солнца 4-й степени (2010) Заслуженный деятель культуры (2012)                                                           |                    | [ 81 ]               |
| Симидзу, Йоко       | Морисита, Йоко       | 07.12.1948 | 2002      | ОМДТ | Танец                    | Заслуженный деятель культуры (1997) |                    | [ 82 ]               |
| Ханаяги, Хироси     | Ханаяги Дзюсукэ IV   | 22.03.1931 | 2011      | ОМДТ | Танец                    | Орден Восходящего солнца 4-й степени (2006) |                    | [ 83 ]               |
| Кандзэ, Митико      | Иноуэ Ятиё V         | 28.11.1956 | 2013      | ОМДТ | Танец                    | Медаль Почёта с пурпурной лентой (2013) |                    | [ 84 ]               |
| Фудзима, Коко       | Фудзима Кансо III    | 30.09.1940 | 2014      | ОМДТ | Танец                    | |                    | [ 85 ]               |
| Ямада, Ёдзи         |                      | 13.09.1931 | 2008      | ОМДТ | Театральное искусство    | Медаль Почёта с пурпурной лентой (1996) Орден Восходящего солнца 4-й степени (2002) Орден Культуры (2012) Заслуженный деятель культуры (2004)                                     |                    | [ 86 ]               |

Всего в академии на настоящее время 101 член, в том числе 87 мужчин и 14 женщин.